# Noddy (serial animowany 1992)
Noddy (ang. Noddy’s Toyland Adventures) – brytyjski serial animowany dla dzieci z 1992 roku. Liczy on 52 odcinki + odcinek specjalny. W polskiej wersji zdubbingowano jedynie 39 odcinków (i odcinek specjalny). 

## Postacie
W wersji z 1992 występowało kilka postaci nie występujących w wersji z 2002 roku m.in. Pan Tubby, Pani Tubby, Małpka Bert, Pan Milko, Marynarz Sam.  
- Wielkouchy
- Miś Tubby
- Pan Tubby
- Pani Tubby
- Misia Tessie
- Piesek Bumpy
- Małpka Marta
- Małpka Bert
- Policjant
- Pan Spark
- Słoń Jumbo
- Pan Bańka-Wstańka
- Gobbo
- Chytrus
- Dina
- Pani Różowa Kotka
- Pani Sally i dzieci
- Nakręcana Myszka
- Klown
- Pan Milko
- Marynarz Sam
- Pan Straw
- Pani Straw
- Pan Noe
- Pani Noe
- Kolejarz

## Obsada (głosy)
- Susan Sheridan – 
  - Noddy,
  - misia Tessie,
  - goblin Chytrus,
  - pani Tubby,
  - Różowa Kotka,
  - małpka Marta,
  - lala Dina,
  - Nakręcana Myszka,
  - Sally,
  - pani Noe,
  - pani Straw
- Jimmy Hibbert – 
  - Narrator,
  - Wielkouchy,
  - policjant,
  - pies Bumpy,
  - goblin Gobbo,
  - pan Tubby,
  - miś Tubby,
  - pan Sparks,
  - pan Bańka-Wstańka,
  - pan Jumbo,
  - marynarz Sam,
  - małpka Bert,
  - klaun,
  - pan Milko,
  - kolejarz,
  - pan Noe,
  - pan Straw

## Emisja w Polsce
W Polsce serial emitowany był w Wieczorynce w TVP1 i TVP Polonia do 2004 roku. Od czasu, kiedy powstała nowa wersja Noddy’ego, kreskówka z 1992 roku nie jest emitowana w Polsce.

## Spis odcinków
| N/o               | Polski tytuł                     | Angielski tytuł              |
| ----------------- | -------------------------------- | ---------------------------- |
|                   |                                  |                              |
|                   |                                  |                              |
| 01                | Pechowy dzień Noddy’ego          | Noddy Loses Sixpence         |
|                   |                                  |                              |
| 02                | Noddy i gobliny                  | Noddy and the Goblins        |
|                   |                                  |                              |
| 03                | Niegrzeczny ogon                 | Noddy and the Naughty Tail   |
|                   |                                  |                              |
| 04                | Noddy i ulewa                    | Noddy and the Pouring Rain   |
|                   |                                  |                              |
| 05                | Noddy i Małpka Marta             | Noddy and Martha Monkey      |
|                   |                                  |                              |
| 06                | Noddy i latawiec                 | Noddy and the Kite           |
|                   |                                  |                              |
| 07                | Nowy przyjaciel                  | Noddy’s New Friend           |
|                   |                                  |                              |
| 08                | Noddy i dzwoneczek               | Noddy and His Bell           |
|                   |                                  |                              |
| 09                | Mleczarz Noddy                   | Noddy and the Milkman        |
|                   |                                  |                              |
| 10                | Nowa praca Noddy’ego             | Noddy Gets a New Job         |
|                   |                                  |                              |
| 11                | Historia z rowerem               | Noddy and the Broken Bicycle |
|                   |                                  |                              |
| 12                | Specjalny klucz                  | Noddy and the Special Key    |
|                   |                                  |                              |
| 13                | Noddy rozwozi paczki             | Noddy Delivers Some Parcels  |
|                   |                                  |                              |
| 14                | Noddy i zamienione czapeczki     | Noddy and the Missing Hats   |
|                   |                                  |                              |
| 15                | Noddy i pożyteczna lina          | Noddy and the Useful Rope    |
|                   |                                  |                              |
| 16                | Noddy gubi dzwoneczek            | Noddy Loses His Bell         |
|                   |                                  |                              |
| 17                | Noddy rozwesela Wielkouchego     | Noddy Cheers up Big Ears     |
|                   |                                  |                              |
| 18                | Noddy robi zakupy                | Noddy Goes Shopping          |
|                   |                                  |                              |
| 19                | Noddy pożycza parasol            | Noddy Borrows an Umbrella    |
|                   |                                  |                              |
| 20                | Noddy i kury                     | Noddy Meets Some Silly Hens  |
|                   |                                  |                              |
| 21                | Noddy jako pomocnik              | Noddy Lends a Hand           |
|                   |                                  |                              |
| 22                | Noddy znajduje ogon              | Noddy Finds a Furry Tail     |
|                   |                                  |                              |
| 23                | Noddy zastawia pułapkę           | Noddy Sets a Trap            |
|                   |                                  |                              |
| 24                | Czarodziejska noc Noddy'ego      | Noddy and the Magic Night    |
|                   |                                  |                              |
| 25                | Noddy rusza na ratunek           | Noddy to the Rescue          |
|                   |                                  |                              |
| 26                | Niepowodzenia Noddy’ego          | Noddy Has a Bad Day          |
|                   |                                  |                              |
| 27                | Noddy i wędka                    | Noddy and the Fishing Rod    |
|                   |                                  |                              |
| 28                | Noddy i szalik                   | Noddy and the Warm Scarf     |
|                   |                                  |                              |
| 29                | Noddy zostaje mistrzem           | Noddy the Champion           |
|                   |                                  |                              |
| 30                | Noddy i złote drzewo             | Noddy and the Golden Tree    |
|                   |                                  |                              |
| 31                | Noddy i jego nieszczęśliwe autko | Noddy and His Unhappy Car    |
|                   |                                  |                              |
| 32                | Noddy ma wolne popołudnie        | Noddy Has an Afternoon Off   |
|                   |                                  |                              |
| 33                | Noddy i czary                    | Noddy the Magician           |
|                   |                                  |                              |
| 34                | Noddy i pieniądze                | Noddy and His Money          |
|                   |                                  |                              |
| 35                | Noddy w pożyczonych spodniach    | Noddy Borrows Some Trousers  |
|                   |                                  |                              |
| 36                | Noddy i budzik                   | Noddy and His Alarm Clock    |
|                   |                                  |                              |
| 37                | Noddy kupuje ogrodowy parasol    | Noddy Buys a Parasol         |
|                   |                                  |                              |
| 38                | Noddy i konkursowy tort          | Noddy Tastes Some Cake       |
|                   |                                  |                              |
| 39                | Noddy tancerzem                  | Noddy the Dancer             |
|                   |                                  |                              |
| ODCINEK SPECJALNY |                                  |                              |
|                   |                                  |                              |
| S1                | Noddy i Święty Mikołaj           | Noddy and Father Christmas   |
|                   |                                  |                              |